# دانشگاه ایالتی آریزونا

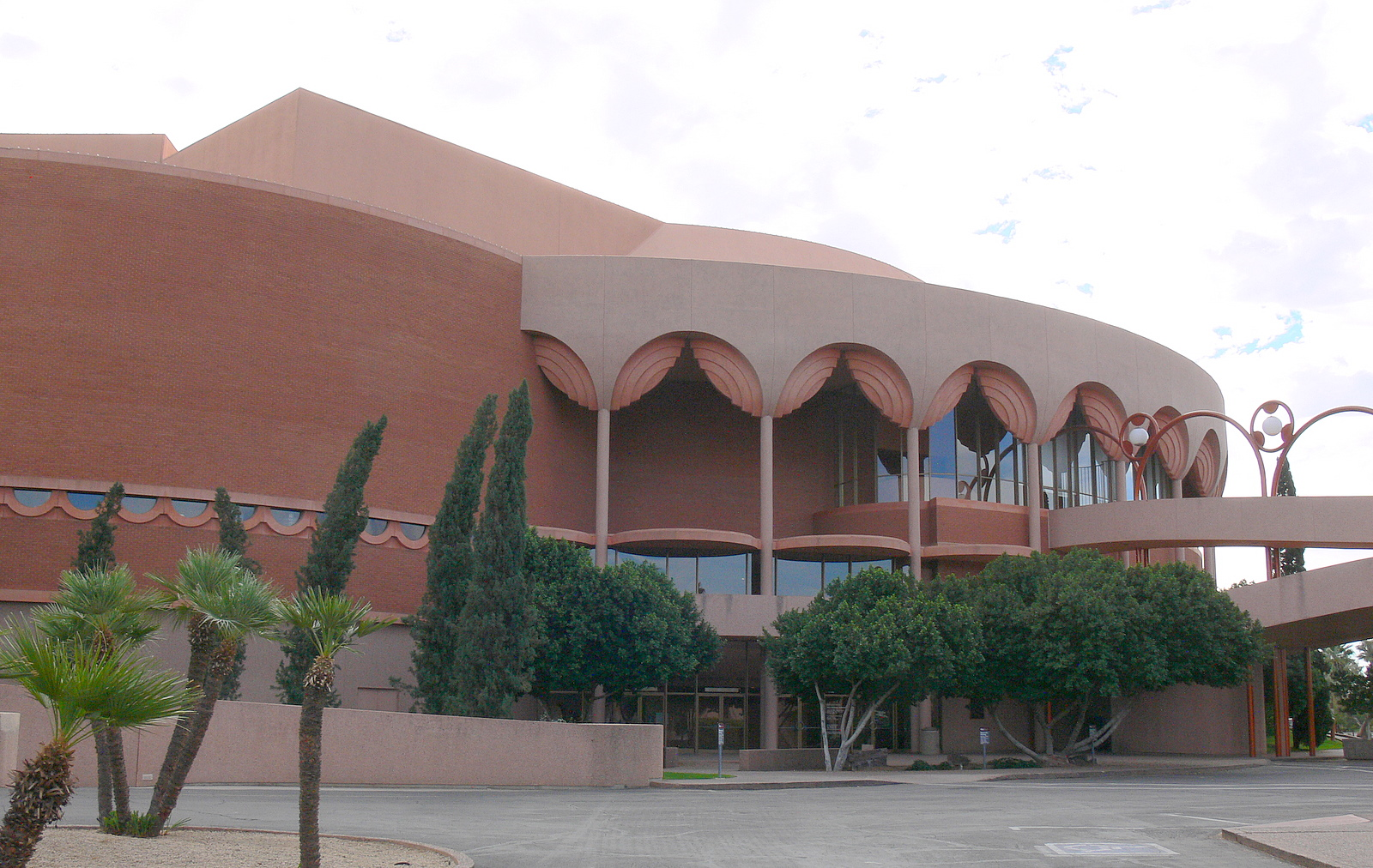
تالار گاماژ

دانشگاه ایالتی آریزونا (به انگلیسی: Arizona State University) یک دانشگاه تحقیقاتی دولتی در تمپی در نزدیکی شهر فینکس واقع در ایالت آریزونا آمریکا است که در سال ۱۸۸۵ میلادی بنیان‌نهاده شده‌است. این دانشگاه یکی از بزرگترین دانشگاه‌های ایالات متحده آمریکا می‌باشد.

## رتبه‌بندی
در رتبه‌بندی دانشگاه‌های جهان QS در سال ۲۰۲۰ دانشگاه ایالتی آریزونا در رده ۲۱۵ جهان قرار گرفته‌است. همچنین در رتبه‌بندی مؤسسه تایمز در سال ۲۰۲۰ این دانشگاه رتبه ۱۵۵ را در بین دانشگاه‌های جهان از آن خود کرده‌است.

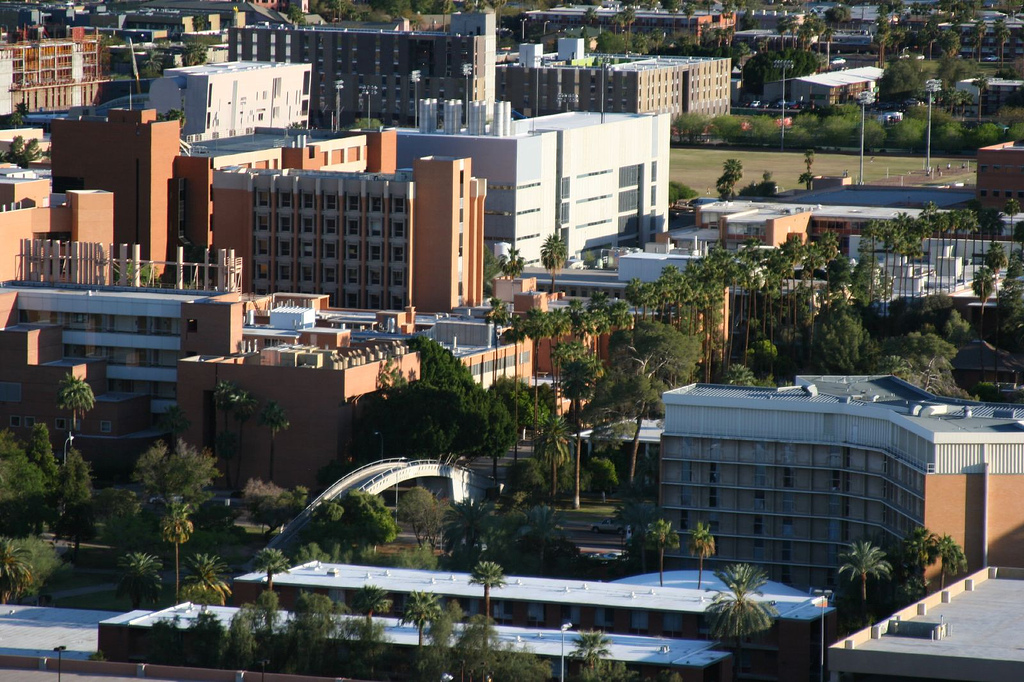
نمایی از دانشگاه

پائولو سولری استاد برجسته این دانشگاه است.